# 李国梁
李国梁（1964年10月—）山东曹县人，中华人民共和国官员。

## 生平
1984年7月参加工作，1983年5月加入中国共产党。在职研究生学历，工学博士学位，教授级高级工程师。1980年9月至1984年7月，在华东石油学院炼油工程专业学习。1984年7月至1988年4月，任中国石化济南炼油厂车间技术员、党支部副书记。1988年4月至1992年9月，任中国石化济南炼油厂车间副主任、副书记、书记。1992年9月至1996年11月，任中国石化济南炼油厂生产调度处副处长。其间，1993年3至1993年7月在中国石化管理干部学院国有企业领导干部任职资格培训班学习。1996年11月至1997年8月，任中国石化济南炼油厂生产调度处处长。
1997年8月至2000年3月，任中国石化济南炼油厂副厂长兼总工程师。2000年3月至2000年8月，任中国石化股份有限公司济南分公司副经理。2003年5月至2003年5月，任中国石化股份有限公司济南分公司经理。其间，2001年3月至7月在中国石化管理干部学院国有企业正职领导干部任职资格培训班学习。
2003年5月至2004年6月，任中国石化股份有限公司济南分公司经理，中国石化集团海南炼油项目筹备组组长。2004年6月至2005年11月，任中国石化集团海南炼油项目筹备组组长。其间，2001年9月至2005年6月在中国石油大学化学工程与技术专业学习。2005年11月至2007年7月，任中国石化海南炼油化工有限公司董事长、党委书记、总经理。
2007年7月至2008年1月，任海南省人民政府省长助理、海南省人民政府党组成员。2008年1月至2010年2月，任海南省人民政府副省长、党组成员。2010年2月，任海南省人民政府副省长、党组成员，中共洋浦经济开发区工委书记。2018年1月，任海南省政协副主席。
他是中共十七大代表，第五届、六届中共海南省委委员。第十二届全国人大代表。